# 凉水井镇 (思南县)
凉水井镇，是中华人民共和国贵州省铜仁市思南县下辖的一个乡镇级行政单位。

## 行政区划
凉水井镇下辖以下地区：
凉水井社区、凉山村、红岩底村、茶山村、岳家寨村、张家山村、关口场村、简家坳村、桃子湾村、联合村、南盆坡村、水晶村、安山村、同心村、大岩村、毛家坡村、丰云村、王家山村、张家坳村、冉家坳村、青杠林村、胡家庄村、方家坪村、磨石溪村、田家寨村和泡木寨村。